# Los Angeles Film Critics Association Awards 2018
La 44ª edizione dei Los Angeles Film Critics Association Awards si è tenuta il 9 dicembre 2018, per onorare il lavoro nel mondo del cinema per l'anno 2018.

## Premi
Miglior film
- Roma, regia di Alfonso Cuarón
  - 2º classificato: Burning (버닝), regia di Lee Chang-dong

Miglior attore
- Ethan Hawke - First Reformed - La creazione a rischio (First Reformed)
  - 2º classificato: Ben Foster - Senza lasciare traccia (Leave No Trace)

Miglior attrice
- Olivia Colman - La favorita (The Favourite)
  - 2º classificato: Toni Collette - Hereditary - Le radici del male (Hereditary)

Miglior regista
- Debra Granik - Senza lasciare traccia (Leave No Trace)
  - 2º classificato: Alfonso Cuarón - Roma

Miglior attore non protagonista
- Steven Yeun - Burning (버닝)
  - 2º classificato: Hugh Grant - Paddington 2

Miglior attrice non protagonista
- Regina King - Se la strada potesse parlare (If Beale Street Could Talk)
  - 2º classificato: Elizabeth Debicki - Widows - Eredità criminale (Widows)

Miglior sceneggiatura
- Nicole Holofcener e Jeff Whitty - Copia originale (Can You Ever Forgive Me?)
  - 2º classificato: Deborah Davis e Tony McNamara - La favorita (The Favourite)

Miglior fotografia
- Alfonso Cuarón - Roma
  - 2º classificato: James Laxton - Se la strada potesse parlare (If Beale Street Could Talk)

Miglior scenografia
- Hannah Beachler - Black Panther
  - 2º classificato: Fiona Crombie - La favorita (The Favourite)

Miglior montaggio
- Joshua Altman e Bing Liu - Minding the Gap
  - 2º classificato: Alfonso Cuarón ed Adam Gough - Roma

Miglior colonna sonora
- Nicholas Britell - Se la strada potesse parlare (If Beale Street Could Talk)
  - 2º classificato: Justin Hurwitz - First Man - Il primo uomo (First Man)

Miglior film in lingua straniera
- Burning (버닝), regia di Lee Chang-dong ·  Corea del Sud
- Un affare di famiglia (万引き家族), regia di Hirokazu Kore'eda ·   Giappone

Miglior film d'animazione
- Spider-Man - Un nuovo universo (Spider-Man: Into the Spider-Verse), regia di Bob Persichetti, Peter Ramsey e Rodney Rothman
  - 2º classificato: Gli Incredibili 2 (Incredibles 2), regia di Brad Bird

Miglior documentario
- Shirkers, regia di Sandi Tan
  - 2º classificato: Minding the Gap, regia di Bing Liu

Miglior film sperimentale/indipendente
- Evan Johnson, Galen Johnson e Guy Maddin - ''Green Fog''

New Generation Award
- Chloé Zhao

Career Achievement Award
- Hayao Miyazaki

Menzione speciale
- The Other Side of the Wind, regia di Orson Welles